# Mont Carpiagne
Le mont Carpiagne est un sommet montagneux français aux confins des 9e et 11e arrondissement de Marseille. Il culmine à 645 mètres d'altitude dans le massif de Saint-Cyr, dont il est le point culminant. Il est protégé au sein du parc national des Calanques, dont il est également le plus haut sommet.

## Accès

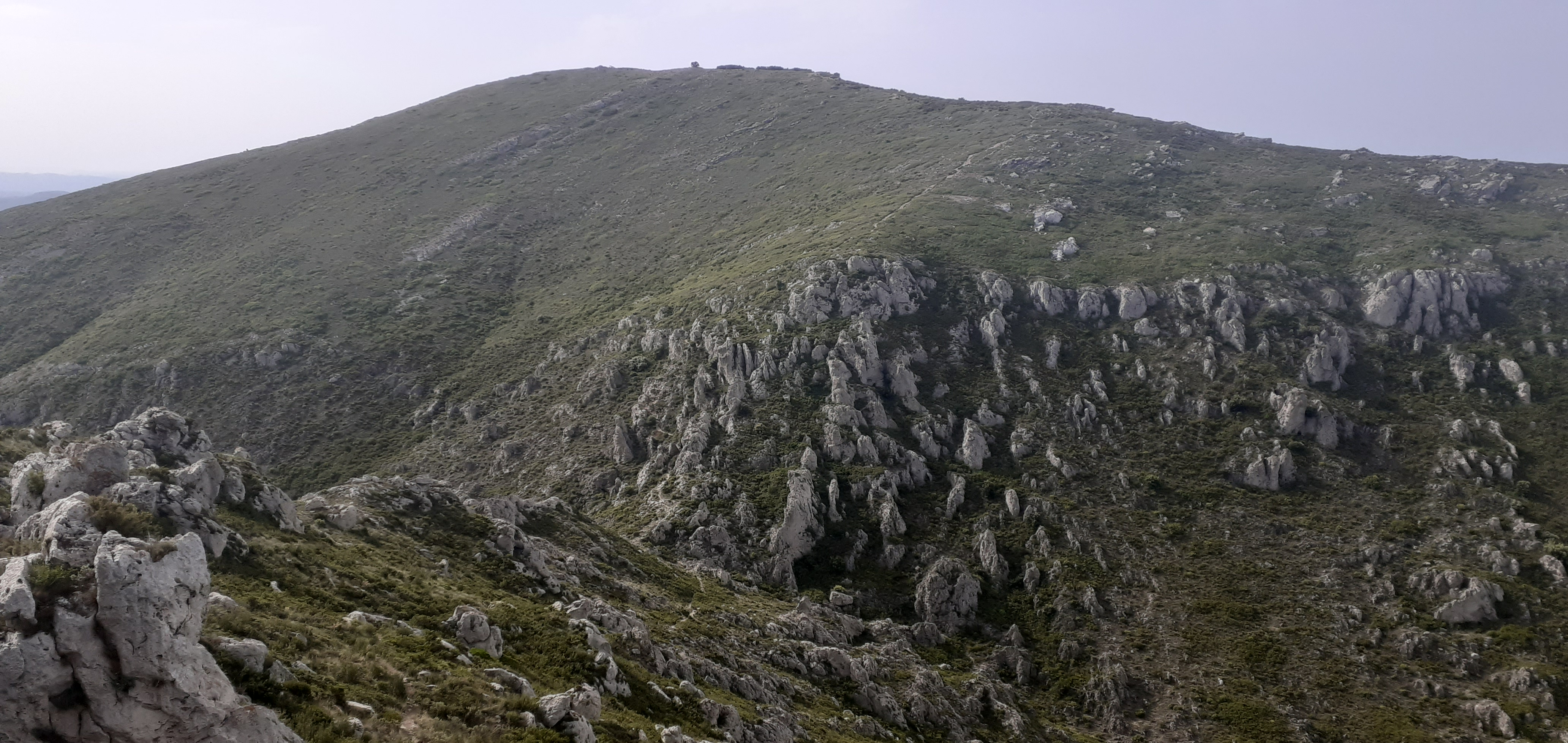
Le col Sabatier entre le mont Carpiagne (en face) et le mont Saint-Cyr.

Le mont Carpiagne est pourvu de pistes qui aboutissent à son sommet et dont le départ s'effectue depuis toutes les directions, à l'exception du versant sud qui fait partie du terrain militaire du camp de Carpiagne. Pour des raisons de sécurité (tirs), son accès fait l'objet d'une réglementation particulière consultable sur le site du Comité départemental Bouches-du-Rhône des clubs alpins et de montagne.